# Setiu
Setiu is een district in de Maleisische deelstaat Terengganu.
Setiu telt 50.493 inwoners op een oppervlakte van 1304 km².